# Spinor
Spinor je komponentová veličina reprezentující vnitřně "svalující se" objekt. Je úzce spjatý s pojmem vlnové funkce ve fyzice, ne však nutně.
Kontinuální rotační symetrie vlnové funkce může být celočíselná, pak její reprezentace může být jednoduchá funkce (triviální spinor dimenze 1). Tomu odpovídá situace, kdy při postupné rotaci objektu dostaneme finální vlnovou funkci rovnou té výchozí už při dosažení celočíselného zlomku plného úhlu.
Je-li kontinuální rotační symetrie vlnové funkce polo-celá (spin 1/2), její reprezentace jednoduchá funkce nemůže být, protože musí odrazit dvojakost vlnové funkce objektu v každém bodě. (Při postupné rotaci objektu dostaneme finální vlnovou funkci rovnou té výchozí až po dosažení dvojnásobku plného úhlu.) Reprezentace takové vlnové funkce vyžaduje zavedení matematicky složitější struktury, např. analytických relací nebo konkrétnějších spinorů. (Podobnost s "funkcí" druhé odmocniny, která má 2 větve.)
Spinor lze chápat jako zobecněné číslo reprezentující v bodě stavového prostoru vlnové funkce míru svalení objektu do jednoho ze (2) vnitřních stavů. Vlnová funkce je zobrazením stavového prostoru do množiny spinorů.
Komponenty spinoru, odpovídají komponentám vlnové funkce částice se spinem 1/2: φ1=φ(1/2), φ2=φ(-1/2). Při libovolném otočení systému souřadnic se komponenty spinoru transformují takto: φ'1=aφ1+bφ2, φ'2=cφ1+dφ2, kde koeficienty a, b, c, d jsou prvky matice transformace.[chybí lepší zdroj]